# Anti (divinità)

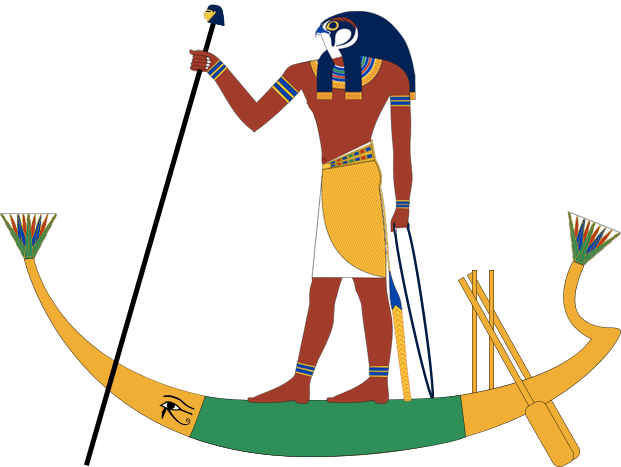

Anti  è una divinità egizia appartenente alla religione dell'antico Egitto. Era originario di Anteopoli, città posta nel 18º nomo dell'Alto Egitto.
Il dio-falco Anti, detto quello con gli artigli  è una delle tante forme sotto cui veniva adorato Horo ed infatti, talvolta, era rappresentato con il glifo
| G10 |

come ad esempio nel nomen di Ankhkhau, sovrano della VI dinastia.

Uno dei suoi epiteti era:
| T34 | n · m | t · Z4 | D54 |

Nemty, l'errante, colui che viaggia ed in questa forma era adorato nel 12º distretto dell'Alto Egitto (Montagna della vipera)
Compagna di Anti era Giufit (o Djufyt)
| N26 · R12 | f · Z4 · t |

 o 
| N26 · f · R12 | t · t |

colei della montagna della vipera